# Tanghène
La Tanghène est un fleuve côtier de la côte est de la Nouvelle-Calédonie en Province Nord, au nord de Hienghène.

## Geographie

### Organisme gestionnaire
L'organisme gestionnaire est la DAVAR (Direction des affaires vétérinaires, alimentaires et rurales), par son service de l'eau créé en 2012, avec deux pôles : le pôle de protection de la ressource en eau (PPRE) et le pôle mesures et études de la ressource en eau (PMERE) ,.

## Affluents
- la Kun Pwéc (rg[note 2]),

## Hydrologie
Son régime hydrologique est dit pluvial tropical.

## Aménagements et écologie
Un pont de 13 m la traverse à son embouchure.
La rive droite est occupée par des plantations de cafés.